# Johann Gottfried Eichhorn

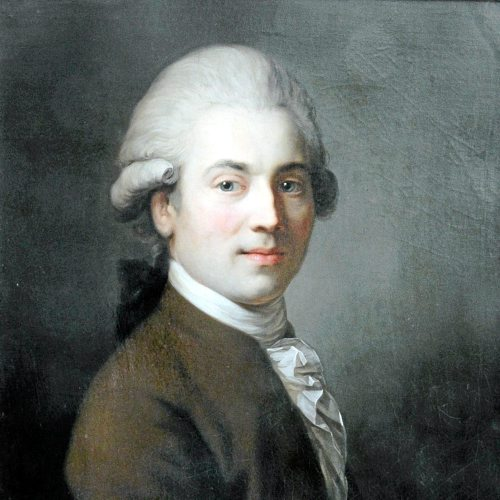
Johann Gottfried Eichhorn, Porträt von Anton Graff, 1779

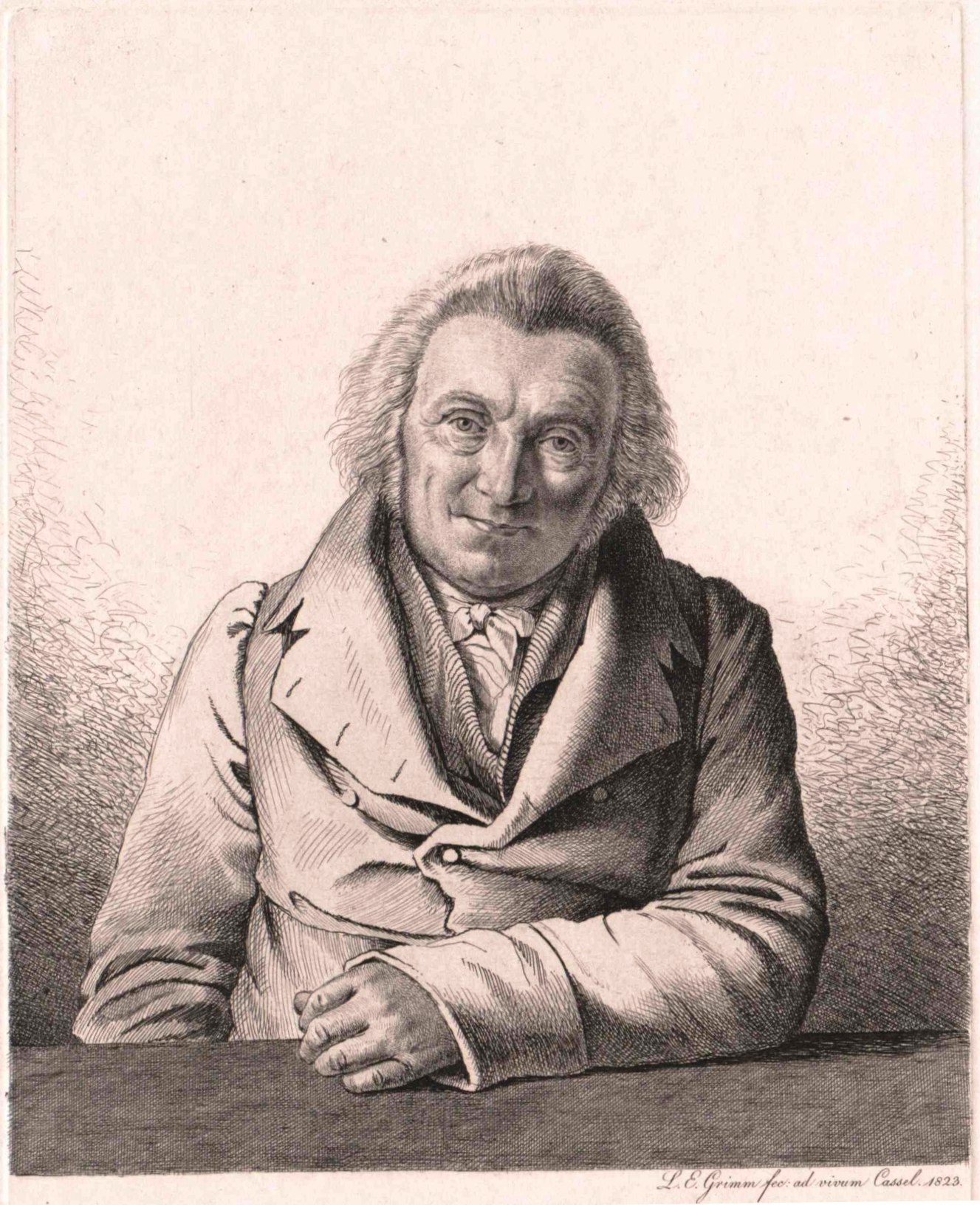
Johann Gottfried Eichhorn, Stich von Ludwig Emil Grimm (1823)

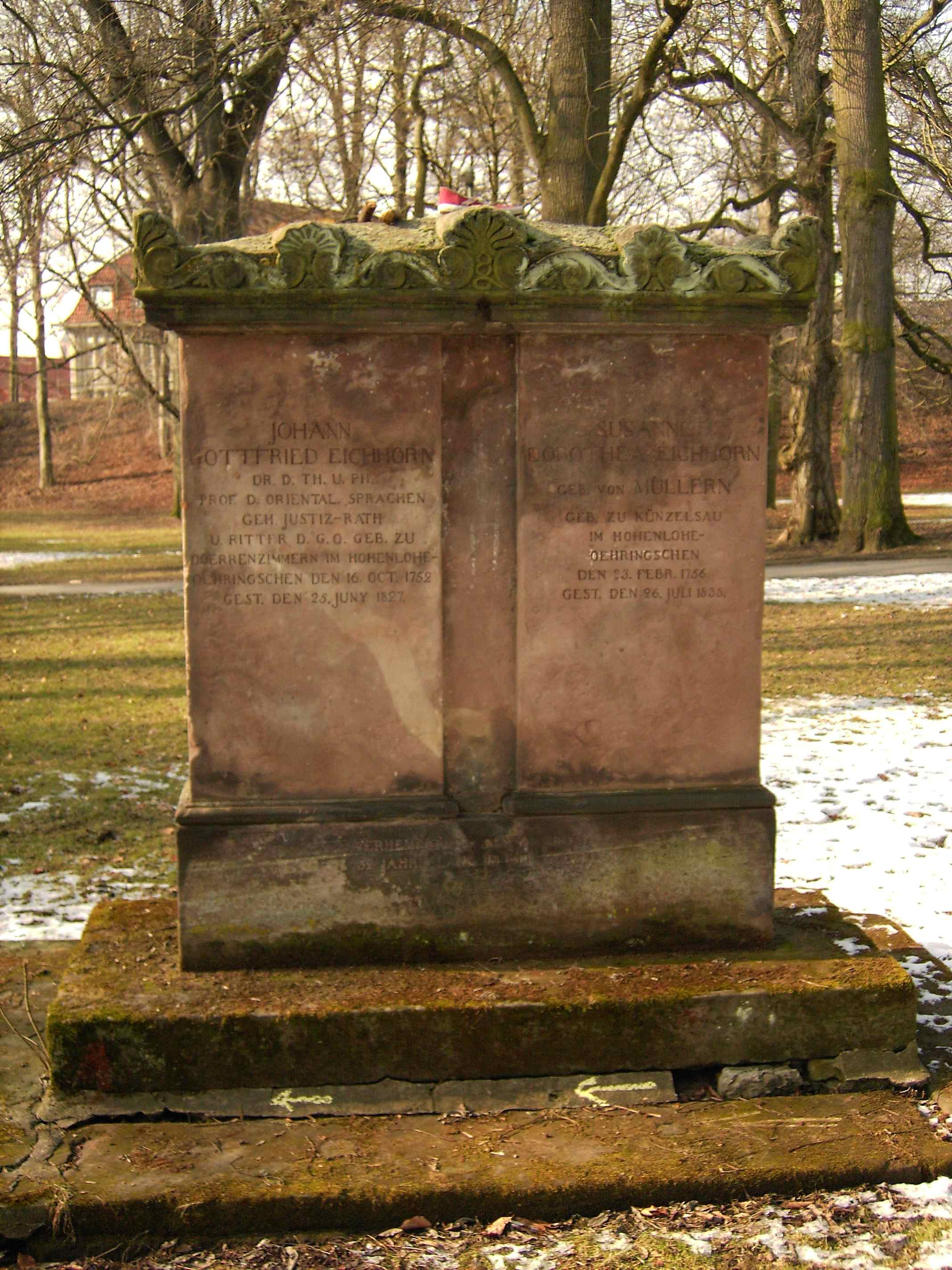
Eichhorns Grab auf dem Albanifriedhof im Göttinger Cheltenhampark

Johann Gottfried Eichhorn (* 16. Oktober 1752 in Dörrenzimmern im Fürstentum Hohenlohe-Öhringen; † 25. Juni 1827 in Göttingen) war ein Orientalist, Historiker und evangelischer Theologe und wird zur Gruppe der supranaturalistischen Rationalisten der Zeit gerechnet.

## Leben
Johann Gottfried Eichhorn war ein Sohn des Pfarrers Johann Georg Nikolaus Eichhorn (1716–1789). Er studierte in Göttingen und war danach Rektor zu Ohrdruf. 1775 wurde er als Professor der orientalischen Sprachen an die Universität Jena berufen und 1788 an die Universität Göttingen, wo er auch über die politische Geschichte alter und neuer Zeiten und über Literaturgeschichte las. Unter Eichhorns Studenten waren der spätere Orientalist Friedrich Wilken, der jüdische Historiker Isaak Markus Jost und der Tibetologe Sándor Csoma.
Eichhorn wurde 1810 zum ordentlichen Mitglied der Königlichen Societät der Wissenschaften (der heutigen Akademie der Wissenschaften zu Göttingen) gewählt, deren Mitsekretär er von 1812 bis 1814 zusammen mit Johann Friedrich Blumenbach war. Seit 1808 war er auswärtiges Mitglied der Bayerischen Akademie der Wissenschaften. Er wurde 1819 Geheimer Justizrat und 1825 Mitglied der American Academy of Arts and Sciences.
Johann Gottfried Eichhorn starb am 25. Juni 1827.

## Familie
Sein Sohn Karl Friedrich Eichhorn wurde 1781 in Jena geboren.

## Wirken
Johann Gottfried Eichhorns Forschungen waren bahnbrechend für die historisch-kritische Einleitungswissenschaft. Seine Einleitung ins Alte Testament erschien zwischen 1780 und 1783 in drei Bänden und in überarbeiteter und erweiterter Form 1823 und 1824 in fünf Bänden unter dem Titel Einleitung in das Alte Testament. Mit seiner Einleitung gab er das Programm für ein Hauptarbeitsfeld der alttestamentlichen Wissenschaft vor, ähnlich wie Johann David Michaelis es 30 Jahre zuvor für die neutestamentliche Wissenschaft getan hatte. Eichhorns Einleitung in das Neue Testament folgte zwischen 1804 und 1827 in fünf Bänden.
In seinen Einleitungen fasste er das zeitgenössische Wissen über die Bibel und der Entstehung zusammen und erweiterte es. Er gab das erste Beispiel einer rein literarhistorischen, auf Kenntnis des Klassischen Altertums und des Morgenlandes gegründeten Lesart der biblischen Schriften. Eingehend befasste er sich literarkritisch mit der Entstehung der Tora. Er unterschied bei deren Quellen zwischen einem vormosaischen Elohisten (benannt nach der Verwendung des Gottestitels „Elohim“, von Eichhorn als „Urkunde mit dem Namen Elohim“ bezeichnet) und einem nachmosaischen Jehowisten (benannt nach der Verwendung des Gottesnamens JHWH, rekonstruierte Aussprache „Jahwe“, der Name wird von gläubigen Juden nicht ausgesprochen, von Eichhorn als „Urkunde mit dem Namen Jehova“ bezeichnet). Gleichwohl haben seine berühmtesten Theorien und Rekonstruktionen, wie etwa die kühne Urevangeliumshypothese, heute meist nur noch historischen Wert. 
Eichhorn gab auch das Repertorium für biblische und morgenländische Literatur (Göttingen 1777–1786, 18 Bände) und die Allgemeine Bibliothek der biblischen Literatur (Leipzig 1787–1801, 10 Bände) heraus.

## Schriften (Auswahl)
- Geschichte des ostindischen Handels vor Mohämmed. Gotha 1775 (Digitalisat)
- Monumenta antiquissimae historiae Arabum post Albertum Schultensium collegit ediditque cum Latina versione et animadversionibus ... Io. Gottfr. Eichhorn. Gotha 1775 (Digitalisat)
- De rei numariae apud Arabas initiis. Commentatio academica, quam ... pro loco in amplissimo philosophorum ordine rite obtinendo publice defendet a. d. X. Febr. MDCCLXXVI. Io. Gottofredus Eichhorn ... respondente Gotfrido Christiano Haberland, Meiningensi. Jena 1776 (Digitalisat)
- Ueber den Umfang und die Methode Akademischer Vorlesungen über die Universalgeschichte. Jena 1777 (Digitalisat)
- (als Hrsg.:) William Jones: Poeseos Asiaticae commentariorum libri sex cum appendice. Leipzig 1777 (Digitalisat)
- Einleitung ins Alte Testament. 3 Bde., Leipzig 1780–1783, 2. Aufl. Leipzig 1787 und Reutlingen 1790, 3. Aufl. Leipzig 1803; 5 Bde., 4. Aufl. Göttingen 1823–1824
  - Erster Theil. 1780 (Digitalisat), 2. Aufl. 1787 (Digitalisat) und 1790 (Digitalisat), 3. Aufl. 1803 (Digitalisat)
  - Zweiter Theil. 1781 (Digitalisat), 2. Aufl. 1787 (Digitalisat) und 1790 (Digitalisat), 3. Aufl. 1803 (Digitalisat)
  - Dritter und lezter Theil. 1783 (Digitalisat), 2. Aufl. 1787 (Digitalisat) und 1790 (Digitalisat), 3. Aufl. 1803 (Digitalisat)
- (als Hrsg.:) Briefe über das Arabische Münzwesen von Johann Jacob Reiske, in Repertorium für Biblische und Morgenländische Litteratur, Bd. 9 (1781), S. 199–268 (Digitalisat), Sonderdruck, doi:10.25673/70865.
- (als Hrsg.:) Nachtrag zu Reiske's Briefen über das arabische Münzwesen, in Repertorium für Biblische und Morgenländische Litteratur, Bd. 17 (1785), S. 209–284 (Digitalisat)
- (als Hrsg.:) Nachtrag zu Reiske's Briefen über das arabische Münzwesen. Zweites und leztes Stük, in Repertorium für Biblische und Morgenländische Litteratur, Bd. 18 (1786), S. 1–78 (Digitalisat)
- Abulfedae Africa. Göttingen 1790 (Digitalisat), weitere Aufl. mit Korr. Göttingen 1791 (Digitalisat)
- (hrsg. von Johann Philipp Gabler:) Urgeschichte. 2 Teile in 3 Bde., Altdorf/Nürnberg 1790–1793
  - Erster Theil. 1790 (Digitalisat)
  - Zweyten Theiles erster Band. 1792 (Digitalisat)
  - Zweyten Theiles zweyter Band. 1793 (Digitalisat)
- Allgemeine Geschichte der Cultur und Litteratur des neueren Europa. 2 Bde. (unvollendet), Göttingen 1796–1799
  - Erster Band. 1796 (Digitalisat)
  - Zweyter Band. 1799 (Digitalisat)
- Die französische Revolution in einer historischen Uebersicht. 2 Bde., Göttingen 1797
  - Erstes Bändchen. 1797 (Digitalisat)
  - Zweytes Bändchen. 1797 (Digitalisat)
- Litterärgeschichte. Göttingen 1799–1814, neue Aufl. (nur Bd. 1) Göttingen 1812
  - Erste Hälfte. 1799 (Digitalisat); neue Aufl. 1812 (Digitalisat)
  - Zweyte Hälfte. 1814 (Digitalisat, Digitalisat)
- Weltgeschichte. Göttingen 1799–1814, 5 Bände; 3. Auflage. 1818–1820.
- Geschichte der drei letzten Jahrhunderte. Göttingen 1803–1806, 6 Bände; 3. Auflage. 1817–1818
- Einleitung in das Neue Testament. Leipzig 1804–1827
  - Erster Band. 1804 (Digitalisat), 2. Aufl. 1820
  - Zweyter Band. Leipzig 1810 (Digitalisat)
  - Dritter Band. Erste Hälfte. 1812, Zweyte Hälfte. 1814 (Digitalisat [beide Hälften zus.])
  - Vierter Band. 1827 (Digitalisat)
  - Fünfter Band. 1827 (Digitalisat)
- Geschichte der Litteratur von ihrem Anfang bis auf die neuesten Zeiten. Vandenhoeck und Ruprecht, Göttingen 1805–1813, 6 Bände in 12 Teilen; Band 1, 2. Auflage. 1828, unvollendet.
  - Erster Band. 1805 (Digitalisat).
  - Zweyter Band, Erste Hälfte: Neue Literatur in Europa. 1805 (Digitalisat).
  - Zweyter Band, Zweyte Hälfte. 1807 (Digitalisat).
  - Dritter Band, Erste Abtheilung: England, Schottland, Irland, Deutschland. 1810 (Digitalisat).
  - Dritter Band, Zweyte Abtheilung. 1812 (Digitalisat).
  - Vierter Band, Erste Abtheilung. 1807 (Digitalisat).
  - Vierter Band, Zweyte Abtheilung. 1808 (Digitalisat).
  - Vierter Band, Dritte Abtheilung. 1810 (Digitalisat).
  - Fünfter Band, Erste Abtheilung: Geschichte der neuern Sprachenkunde. 1807 (Digitalisat).
  - Fünfter Band, Zweyte Abtheilung. 1807.
  - Sechster Band, Erste Abtheilung. 1810 (Digitalisat).
  - Sechster Band, Zweyte Abtheilung. 1811 (Digitalisat).
- Die hebräischen Propheten. Göttingen 1816–1820, 3 Bände.
- Geschichte des 19. Jahrhunderts. Göttingen 1817.
- Urgeschichte des erlauchten Hauses der Welfen. Seiner königlichen Hoheit Georg Friedrich August ... in tiefster Ehrfurcht gewidmet. Hannover 1816 (Digitalisat)